# 竹詰仁
竹詰 仁（たけづめ ひとし、1969年2月6日 - ）は、日本の政治家、労働組合幹部、元外交官。国民民主党所属の参議院議員（1期）。

## 来歴
山形県山辺町生まれ、東京都出身。現在も東京都在住。1991年に慶應義塾大学経済学部を卒業し、東京電力に入社。2000年より東京電力労働組合本店総支部執行委員、本店総支部書記長を歴任し、2003年より同中央特別執行委員、全国電力関連産業労働組合総連合（電力総連）社会産業政策局部長を務めた。2005年に外務省へ出向し、在タイ日本国大使館一等書記官を務めた。2008年より連合本部生活福祉局次長・国際局長・経済政策局長を歴任し、2015年に関東電力総連事務局長、東京電力労働組合副書記長、2016年に東京電力労働組合中央書記長、2019年に東京電力労働組合中央執行委員長、関東電力総連会長、電力総連副会長をそれぞれ務めた。
2022年に執行された第26回参議院議員通常選挙比例区に電力総連の組織内候補として国民民主党から出馬し、初当選。国民民主党参議院比例区第2総支部長。

## 不祥事
調査研究広報滞在費(旧文通費)を人間ドックに5万5000円、胃カメラに5500円、117万円のモーニングを新調することに使用していたことが発覚した

## 選挙歴
| 当落 | 選挙                     | 執行日         | 年齢 | 選挙区       | 政党       | 得票数     | 得票率 | 定数 | 得票順位 /候補者数 | 政党内比例順位 /政党当選者数 |
| ---- | ------------------------ | -------------- | ---- | ------------ | ---------- | ---------- | ------ | ---- | ------------------ | ---------------------------- |
| 当   | 第26回参議院議員通常選挙 | 2022年07月10日 | 53   | 参議院比例区 | 国民民主党 | 23万8956票 | 7.56%  | 50   | /                  | 1/3                          |